# 小栗忠政
小栗 忠政（おぐり ただまさ、天文24年（1555年） - 元和2年9月12日（1616年10月22日））は、安土桃山時代から江戸時代初期の戦国武将、旗本。通称（仮名）は庄三郎、又市、又一。小栗吉忠の子。妻は天野康景の娘、後妻は松平信一の娘。子に小栗政信、小栗信由、小栗信友ら。弟に小栗吉次、妹に倉橋宗次郎の妻。小栗忠順は直系の子孫。

## 略歴
奉行として内政面での活躍が目立つ父吉忠と異なり、槍働きで活躍した。13歳の時に徳川家康の小姓として出仕する。元亀元年（1570年）、姉川の戦いの際に家康の傍で警護にあたり、急襲してきた敵兵を相手に奮戦し、家康はこの働きを賞賛して名槍を褒美として与えた記録が残る。その後も忠政は、合戦ごとに一番槍を成したため、それまでの仮名「又市」（元は吉忠も用いていた）の字を改め、「又もや一番槍」の意をこめた「又一」の仮名を授かったと伝わる。
あまりの奮戦ぶりに、白地に黒の五輪塔の指物が血に染まって赤地のごとく見えた、と『寛政重修諸家譜』に記されているほどである。しかし猪突猛進なため、たびたび独断専行、軍律違反などを犯し、家康の勘気を被って大須賀康高の下に預けられるなどしたこともあった。
「小栗党」と呼ばれた一族郎党を率いて、駿河侵攻や、酒井忠次に属した小牧・長久手の戦い、関ヶ原の戦いなどで多くの戦功をあげ、上野国・武蔵国・下総国あわせて2550石を有する旗本となり、武蔵国足立郡大成（現在の埼玉県さいたま市大宮区大成町）に入った。
大坂の陣にも出陣したが、夏の陣において鉄砲傷を受ける。その傷がもとで、翌年江戸にて死去した。享年62。
忠政は大成領主となった際に、付近にあった普門院を復興させ、小栗家の菩提寺とした。現在も普門院に小栗家の墓所が残り、30基の墓碑が整然と並ぶ。